# João Camilo de Oliveira Torres
João Camilo de Oliveira Torres (Itabira, 31 de julho de 1915 — Belo Horizonte, 31 de janeiro de 1973) foi um escritor, professor, historiador e jornalista brasileiro.

## Biografia
Diplomou-se em Filosofia pela Faculdade Nacional de Filosofia (FNFi), sucessora da UDF, extinta quando seu irmão Luís Camilo de Oliveira Neto era vice-reitor em exercício (1939). Começou a escrever para jornais em 1937. Cinco anos depois era professor de Filosofia Moral da Faculdade de Filosofia da UFMG e de História do Brasil da Faculdade Santa Maria (hoje PUC-Minas), também de Belo Horizonte.
Foi professor da Pontifícia Universidade Católica de Minas Gerais, da Universidade Federal de Minas Gerais e da Universidade Mineira de Arte, tendo sido membro da Academia Mineira de Letras (cadeira nº 39), do Instituto Mineiro de Geografia e História, Conselho Mineiro de Cultura. Funcionário de carreira do IAPC, faleceu em sua mesa de trabalho, como superintendente do INPS.
Ao longo de sua carreira historiográfica escreveu - e quase concluiu - o que seriam as suas Histórias das ideias políticas no Brasil, composta pelos seguintes volumes, nesta ordem:  I - Interpretação da Realidade Brasileira; II - A Igreja e a Sociedade Brasileira; III -  O Pensamento Político do Reino Unido; IV - A Democracia Coroada; V - Os Construtores do Império; VI - A Formação do Federalismo no Brasil; VII - O Positivismo no Brasil; VIII - O Presidencialismo no Brasil; IX - A Vida Partidária no Brasil; X - A Estratificação Social no Brasil; XI - A Ideia Revolucionária no Brasil, XII - Textos e documentos para a história da monarquia no Brasil.
Dentre sua extensa obra, a história das ideias é sem duvida sua maior contribuição para a historiografia nacional, tendo obra A democracia coroada: teoria política do Império do Brasil recebido os prêmios Joaquim Nabuco, da Academia Brasileira de Letras em 1958 e ainda o prêmio "Cidade de Belo Horizonte" em 1952. A disposição da coleção não seguiu uma ordem cronológica de lançamento, devido a dificuldade do autor em encontrar material para concluir determinadas obras, sendo esta ordem proposta a posteriori.
Das obras propostas apenas duas não foram lançadas, quais sejam, os volumes II e XII, nomeadamente, O pensamento político no Reino Unido e Textos e documentos para a história da monarquia no Brasil respectivamente, tendo o primeiro ficado inconcluso, segundo o autor, devido à limitação das bibliotecas de Belo Horizonte. É necessário pontuar que as obras foram lançadas por editoras distintas e alguns volumes foram lançados com nomes diversos do proposto, tendo o volume II - A igreja e a sociedade brasileira sido lançado como a Historia das ideias religiosas no Brasil e ainda o volume IX - A vida partidária no Brasil como Instituições políticas e sociais no Brasil. O volume XI - A ideia revolucionária no Brasil foi lançado postumamente.

## Obras
- Homem e a Montanha. Livraria Cultura Brasileira, Belo Horizonte, 1944 (1ª ed.) e Autentica, Belo Horizonte, 2011 (2ª ed.)
- O Positivismo no Brasil. Editora Vozes, Petrópolis, 1943 (1ª ed.) e 1957 (2ª ed.)
- Libertação do Liberalismo. Casa do Estudante, Rio de Janeiro, 1949.
- A Crise da Previdência Social no Brasil . Ed. Dialogo, Belo Horizonte, 1954.
- A Democracia Coroada. José Olympio, Rio de Janeiro, 1957 (1ª ed.) e Editora Vozes, Petrópolis, 1964 (2ª ed.) e Edições Câmara, DF, 2017 (3ª ed.)
- Do Governo Régio. Editora Vozes, Petrópolis, 1958.
- Educação e Liberdade. Editora Vozes, Petrópolis, 1958.
- A Propaganda Política. Ed. R. B. E. P., Belo Horizonte, 1959.
- Propaganda Política, Natureza Limites. Ed. R. B. E. P., Belo Horizonte, 1959.
- História de Minas Gerais. Difusão Pan-americana do livro, Belo Horizonte, 1961-1962 (1ª ed.) e 1967 (2ª ed.)
- Formação do Federalismo no Brasil. Coleção Brasiliana, Cia. Editora Nacional, São Paulo, 1961.
- As aventuras de João Surrinha (conto para crianças). Editora do Brasil S/A, São Paulo, 1961.
- Um Mundo em Busca de Segurança. Herder, Ed. e Livraria Ltda., São Paulo, 1961.
- Harmonia Política. Itatiaia, Belo Horizonte, 1962.
- Cartilha do Parlamentarismo. Itatiaia, Belo Horizonte, 1962.
- O Presidencialismo no Brasil . Coleções Brasílica, Edições "O Cruzeiro", Rio de Janeiro, 1962.
- Desenvolvimento e Justiça: Em Torno da Encíclica "Mater et Magistra". Editora Vozes, Petrópolis, 1962.
- Teoria Geral da História. Editora Vozes, Petrópolis, 1963.
- História do Império (para a juventude). Distribuidora Record, Rio de Janeiro, 1963.
- História de Minas Gerais (para a juventude). Distribuidora Record, Rio de Janeiro, 1963 (1ª ed.) e 1967 (2ª ed.)
- Razão e Destino da Revolução. Editora Vozes, Petrópolis, 1964.
- El Cid (para a juventude). Distribuidora Record, Rio de Janeiro, 1964.
- A Aurora da Civilização (para a juventude). Distribuidora Record, Rio de Janeiro, 1964.
- A Revolução Francesa (para a juventude). Distribuidora Record, Rio de Janeiro, 1964.
- Estratificação Social no Brasil. Difel, São Paulo, 1965.
- Instituições Políticas e Sociais do Brasil . FTD, São Paulo, 1965.
- O Conselho de Estado. Ed. G. R. D., Rio de Janeiro, 1965.
- Significação da História do Brasil. Mec, Brasília, 1967
- Estudos Sociais Brasileiros. Ed. Júpiter, Belo Horizonte, 1968.
- Lazer e Cultura. Editora Vozes, Petrópolis, 1968.
- Educação Moral e Cívica. Ed. Júpiter, Belo Horizonte, 1968.
- Os Construtores do Império. Coleção Brasiliana, Cia. Editora Nacional, São Paulo, 1968.
- História das Idéias Religiosas no Brasil .Ed. Grijalbo, São Paulo, 1968
- Natureza e Fins da Sociedade Política. Editora Vozes, Petrópolis, 1968.
- Interpretação da Realidade Brasileira. José Olympio, Rio de Janeiro, 1969.
- O Ocaso do Socialismo: À Margem da Encíclica “Populorum Progressio”. Ed. Agir, Rio de Janeiro, 1969.
- A Igreja de Deus em Belo Horizonte. Ed. do autor, Belo Horizonte, 1971.
- A Idéia Revolucionária no Brasil. Editora IBRASA, São Paulo, 1981.
- O Elogio do Conservadorismo. Arcádia Editora, São Paulo, 2017.